# Евдокимов, Павел Николаевич
Па́вел Никола́евич Евдоки́мов (2 (15) августа 1901, Санкт-Петербург — 16 сентября 1970, Париж) — русский философ, православный богослов и общественный деятель. Внёс вклад в распространение православия во Франции и в других франкоязычных странах.

## Биография
Родился в 1900 или 1901 году в Санкт-Петербурге. Происходил из дворянской семьи потомственного военного. Его отец был убит террористом в 1905 году.
Обучался в кадетском корпусе в Санкт-Петербурге. В 1918 поступил в Киевскую духовную академию.
Участвовал в Гражданской войне 1917—1922 годов. В 1920 покинул Россию. С Добровольческой армией эвакуировался в Стамбул. В 1923 году переехал в Париж. Был вынужден чистить вагоны, работал на автомобильном заводе «Ситроен» и посещал курсы философии в Сорбонне. В Париже находилось большое количество русских эмигрантов. В этой среде Евдокимов встретился и сотрудничал с ведущими эмигрантскими мыслителями, такими как Сергей Булгаков и Николай Бердяев. Находясь под их влиянием, Евдокимов стремился осуществить творческий синтез русской и западной религиозной философии, православного святоотеческого вероучения с христиански интерпретированными идеями свободы, красоты, личности.
В 1927 году Павел Евдокимов женился на Наташе Брунель, преподавательнице французского языка русского происхождения, и переехал в Ментон (Прованс). У них было двое детей, Нина (1928) и Мишель (1930—2025). С началом Второй мировой войны и итальянской оккупацией Ментона семья переехала в Валанс (Дром).
В 1928 году окончил Свято-Сергиевский православный богословский институт в Париже. После защиты докторской диссертации («Достоевский и проблема зла») стал доктором философии и богословия. В своей работе Евдокимов особое внимание уделил анализу легенды о Великом Инквизиторе. С 1953 года — профессор нравственного богословия Свято-Сергиевского православного богословского института. Участвовал в работе Русского студенческого христианского движения (РСХД), преподавал во французских школах.
В годы Второй мировой войны участвовал в Движении Сопротивления. В 1941 году стал одним из основателей межконфессионального благотворительного комитета «Объединение помощи беженцам» (CIMADE; Comité intermouvements d’aide aux personnes déplacées) во Франции. Комитет открывал для беженцев общежития. Конец войны совпал со смертью Брюнель от рака, и семья переехала в Париж.
С 1947 по 1968 годы — директор международного студенческого центра CIMADE в городе Севр. В 1953 году стал одним из организаторов Всемирной федерации православной молодёжи «Синдесмос». С 1953 по 1954 годы был её 1-м президентом.
Павел Евдокимов был участником экуменического движения. С 1948 по 1961 годы был преподавателем в Экуменическом институте в Боссэ (Швейцария).
В 1954 году Евдокимов женился на англо-японской переводчице Томоко Сакаи. С 1958 по 1961 год он опубликовал несколько книг по православному богословию.
С 1967 года — профессор Высшего экуменического института в Париже. Наблюдатель на Ватиканском II соборе. В 1968 году Фессалоникский университет присудил ему степень доктора богословия honoris causa.
Умер во сне 16 сентября 1970 года. Похоронен на русском кладбище Сент-Женевьев-де-Буа под Парижем.

## Труды
- Dostoïevski et le problème du mal («Достоевский и проблема зла», 1942);
- Le Mariage, sacrement de l’amour («Брак, таинство любви», 1944);
- La Femme et le salut du monde («Женщина и спасение мира», 1958);
- L’Orthodoxie («Православие», 1959);
- Gogol et Dostoïevski ou la descente aux enfers («Гоголь и Достоевский, или Сошествие во ад», 1961);
- Le Sacrement de l’amour: Le mystère conjugal à la lumière de la tradition orthodoxe (1962);
- Les Âges de la vie spirituelle: Des pères du desert à nos jours (1964);
- La prière de l'Église d’Orient («Молитва Восточной Церкви», 1966);
- La Connaissance de Dieu selon la tradition orientale («Познание Бога согласно восточной традиции», 1968);
- L’Esprit-Saint dans la tradition orthodoxe («Святой Дух в православной традиции», 1969);
- Le Christ dans la pensée russe («Христос в русской мысли», 1970);
- L’Art de l’icône: Théologie de la beauté («Искусство иконы, богословие красоты», 1970)[3].